# Atelornis
Atelornis Pucheran, 1846 è un genere di uccelli della famiglia Brachypteraciidae, endemico del Madagascar.

## Tassonomia
Comprende le seguenti specie:
- Atelornis pittoides (Lafresnaye, 1834) - ghiandaia marina pitta
- Atelornis crossleyi Sharpe, 1875 - ghiandaia marina di Crossley